# Lars Lilja
Lars Ivan Gottfrid Lilja, född 3 november 1954 i Vännäs, är en svensk politiker (socialdemokrat). Han var ordinarie riksdagsledamot 1995–1998 och 2001–2010 (även tjänstgörande ersättare 1999, 1999–2000 och 2011), invald för Västerbottens läns valkrets.
I riksdagen var han bland annat ledamot i arbetsmarknadsutskottet 2002–2010 och EU-nämnden 2008–2010.
Hans yrke är ämneslärare.